# Lanivtsi (huyện)
Huyện Lanivtsi (tiếng Ukraina: Лановецький район, chuyển tự: Lanivtsis’kyi raion) là một huyện của tỉnh Ternopil thuộc Ukraina. Huyện Lanivtsi có diện tích 632 km², dân số theo điều tra dân số ngày 5 tháng 12 năm 2001 là 33188 người với mật độ 53 người/km2. Trung tâm huyện nằm ở Lanivtsi.